# Veselí nad Moravou
Veselí nad Moravou är en stad i Tjeckien.   Den ligger i regionen Södra Mähren, i den sydöstra delen av landet, 250 km sydost om huvudstaden Prag. Veselí nad Moravou ligger 170 meter över havet och antalet invånare är 12 081.
Terrängen runt Veselí nad Moravou är huvudsakligen platt, men söderut är den kuperad.Runt Veselí nad Moravou är det ganska tätbefolkat, med 207 invånare per kvadratkilometer. Närmaste större samhälle är Uherské Hradiště, 14,2 km norr om Veselí nad Moravou. Trakten runt Veselí nad Moravou består till största delen av jordbruksmark.